# Округ Хабишам (Џорџија)
Хабишам (енгл. Habersham County) је округ у америчкој савезној држави Џорџија.

## Демографија
По попису из 2010. године број становника је 43.041, што је 7.139 (19,9%) становника више него 2000. године.
| Група             | 2000.          | 2010.          |
| Белци             | 30.486 (84,9%) | 34.621 (80,4%) |
| Афроамериканци    | 1.610 (4,5%)   | 1.444 (3,4%)   |
| Азијати           | 679 (1,9%)     | 960 (2,2%)     |
| Хиспаноамериканци | 2.750 (7,7%)   | 5.333 (12,4%)  |
| Укупно            | 35.902         | 43.041         |